# Wechselkursvolatilität
Wechselkursvolatilität ist die Volatilität (= Schwankung) von Wechselkursen.

## Höhe der Wechselkursvolatilität
Die Höhe der Wechselkursvolatilität schwankt erheblich sowohl im Zeitablauf als auch zwischen den einzelnen Währungen. Insbesondere Währungskrisen sind durch einen starken Anstieg der Wechselkursvolatilität gekennzeichnet.
Im Rahmen der Globalisierungskritik wird ein Missverhältnis zwischen dem tatsächlichen Handelsvolumen und den auf den Devisenmärkten umgesetzten Beträgen als kritikwürdig angesehen. Die Masse der Umsätze sei spekulativer Natur und würde eine erhöhte Wechselkursvolatilität nach sich ziehen. Zur Vermeidung dieser Geschäfte solle eine Tobin-Steuer eingeführt werden. Die Mehrzahl der Ökonomen interpretiert die hohen Volumen auf den Devisenmärkten jedoch als Arbitrage-Geschäfte die tendenziell die Wechselkursvolatilität begrenzen.
Bereits nach dem Ende des Festkurssystems von Bretton Woods wurde die These aufgestellt, die Wechselkursvolatilität sei übertrieben und stehe nicht durch die Daten der Realwirtschaft gedeckt. Empirisch ist diese These jedoch nicht belegt.

## Wirkung von Wechselkursvolatilität
Hohe Wechselkursvolatilitäten werden vielfach als schädlich für den internationalen Handel und damit für die Weltwirtschaft beschrieben. Das Wechselkursrisiko steigt mit steigender Wechselkursvolatilität an. Auch steigen die Kosten für Sicherungsgeschäfte. Die Folge ist ein geringerer Außenhandel.
Neuere Forschungen und empirische Untersuchungen halten jedoch die Abhängigkeit des Handelsvolumens von der Wechselkursvolatilität für gering oder nicht gegeben.
Es wird aber empirisch ein negativer Einfluss der Wechselkursvolatilität auf die Beschäftigung beobachtet.